# Грінвуд (Мен)
Грінвуд (англ. Greenwood) — місто (англ. town) в США, в окрузі Оксфорд штату Мен. Населення — 774 особи (2020).

## Демографія
Згідно з переписом 2010 року, у місті мешкало 830 осіб у 362 домогосподарствах у складі 232 родин. Було 810 помешкань
Расовий склад населення:
| - 97,2 % — білих - 0,5 % — корінних американців - 0,4 % — чорних або афроамериканців - 0,2 % — азіатів |

До двох чи більше рас належало 1,0 %. Частка іспаномовних становила 1,7 % від усіх жителів.
За віковим діапазоном населення розподілялося таким чином: 19,9 % — особи молодші 18 років, 64,4 % — особи у віці 18—64 років, 15,7 % — особи у віці 65 років та старші. Медіана віку мешканця становила 46,3 року. На 100 осіб жіночої статі у місті припадало 101,0 чоловіків;  на 100 жінок у віці від 18 років та старших — 100,3 чоловіків також старших 18 років.
Середній дохід на одне домашнє господарство  становив 73 927 доларів США (медіана — 62 625), а середній дохід на одну сім'ю — 83 970 доларів (медіана — 66 250). Медіана доходів становила 40 833 долари для чоловіків та 25 917 доларів для жінок. За межею бідності перебувало 9,6 % осіб, у тому числі 4,2 % дітей у віці до 18 років та 6,3 % осіб у віці 65 років та старших.
Цивільне працевлаштоване населення становило 337 осіб. Основні галузі зайнятості: освіта, охорона здоров'я та соціальна допомога — 35,9 %, роздрібна торгівля — 15,4 %, науковці, спеціалісти, менеджери — 11,3 %, будівництво — 11,3 %.

## Відомі люди
- Ліза Піччирілло — американська математикиня.